# Budamar

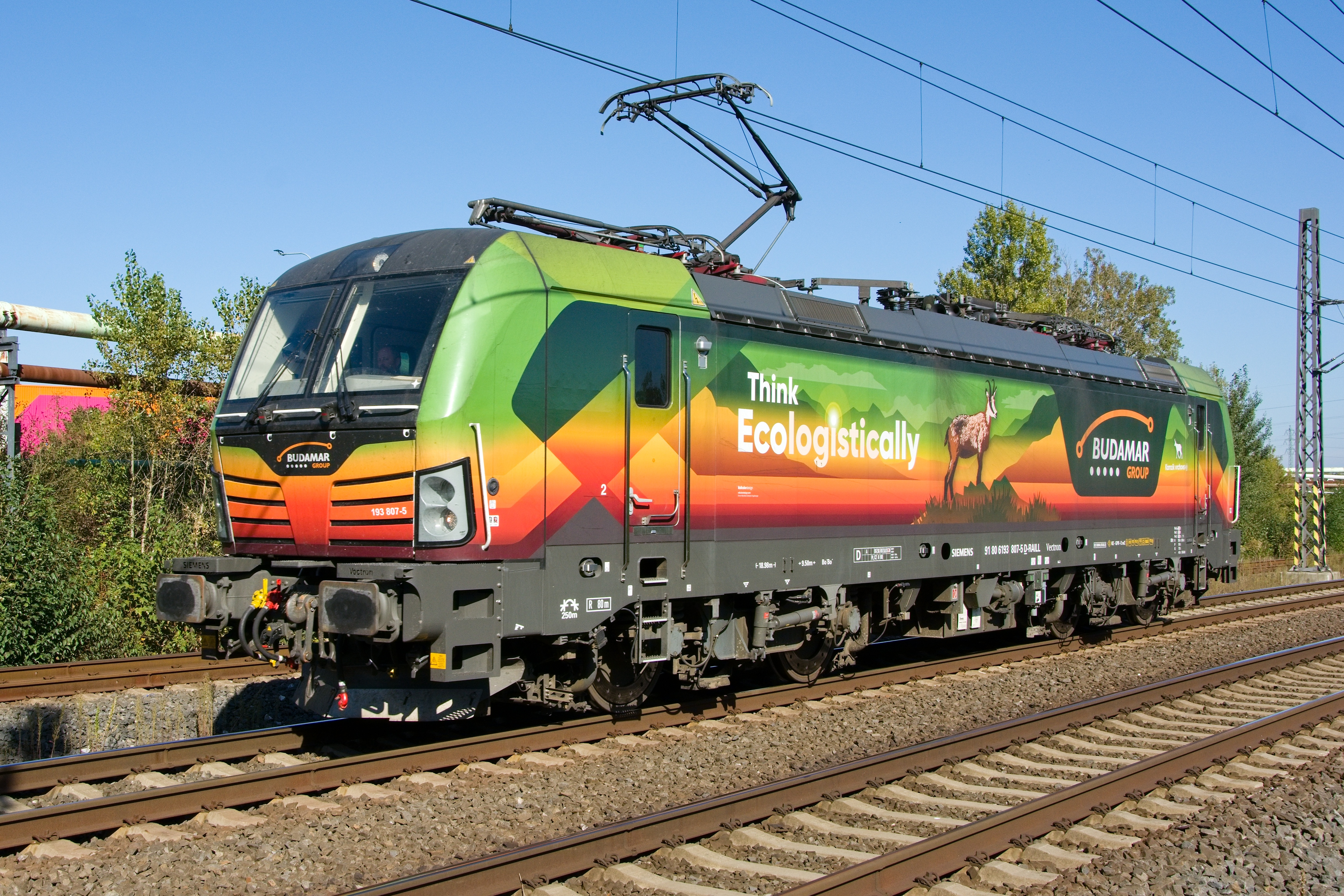
Siemens Vectron der Budamar

Die Budamar Logistics a.s ist ein slowakisches Unternehmen der Logistikbranche mit Sitz in Bratislava. Budamar wurde 2002 gegründet. Folgende Unternehmen gehören zur Budamar-Gruppe (Auswahl):
- NH Trans
- Ostravská dopravní společnost (Odos)
- Lokorail
- Central Railways
- Inter Cargo
- Bulk Transshipment Slovakia
- Bohumín terminál
- ŽOS Vrútky
- Tatravagónka[2]

Budamar ist nach ZSSK Cargo das zweitgrößte slowakische Logistikunternehmen.

## Aktivitäten in Deutschland
Die Budamar West GmbH ist ein deutsches Eisenbahnunternehmen mit Sitz in Gera. Budamar West wurde 2020 als ARP Logistik GmbH in Saalburg-Ebersdorf gegründet.